# Hospital de Santa Coloma de Farners
L'Hospital de Santa Coloma de Farners és un antic hospital monument al nucli de Santa Coloma de Farners (Selva) inclòs en l'Inventari del Patrimoni Arquitectònic de Catalunya. L'any 1547 es troba la primera dada documental de l'Hospital de Pobres sota el patronatge del comte d'Aranda, darrere de l'església parroquial. L'ampliació de l'església necessita l'espai d'aquest hospital i del cementiri i s'acorda el seu traslladat. L'any 1792 s'inicien les obres del nou edifici al carrer de Sant Salvador i es posa en funcionament cap al 1807. El 1883 se'n fan càrrec les germanes de Sant Josep i es construeix l'espadanya sobre la capella. L'any 1894 passa a ser definitivament propietat municipal i comencen a fer-se millores en els equipaments. L'arquitecte Joaquim Iglesias fa un projecte (1945) d'habilitació de la sala sobre la capella com a cambres que no es realitzarà fins al 1953. L'any 1981 s'inaugura un nou hospital i l'edifici serveix primer d'institut d'ensenyament i actualment és la seu de diverses entitats.
Es tracta d'un edifici de tres plantes amb coberta a dues vessants que cau sobre la façana principal. Aquesta presenta una porta i una finestra emmarcades amb pedra ben escairada. La resta d'obertures són portes amb barana de ferro. Al darrere hi ha un cos afegit de característiques similars. Tres de les façanes donen a carrers i la del costat dret és mitgera. L'interior ha estat modificat per adaptar-hi les noves funcions que ha servit al llarg dels últims anys, però conserva l'escala de pedra amb un arrambador de rajola vidriada.
Al costat dret es troba l'antiga capella dedicada a la Verge dels Dolors amb portada d'arc apuntat de pedra i planta d'una sola nau, altar i sagristia. A l'entrada es conserva el cor de fusta. La façana queda alterada per una galeria afegida posteriorment que sobresurt al primer pis i que descansa sobre l'arc de la porta. Està coronada per un campanar d'espadanya. El conjunt és una construcció molt senzilla sense cap element remarcable.